# کایل کریتسل
کایل کریتسل (انگلیسی: Kyle Critchell؛ زادهٔ ۱۸ ژانویهٔ ۱۹۸۷) بازیکن فوتبال اهل بریتانیا است.
از باشگاه‌هایی که در آن بازی کرده‌است می‌توان به باشگاه فوتبال یورک سیتی، باشگاه فوتبال تورکی یونایتد، باشگاه فوتبال ویموث، باشگاه فوتبال ساوت‌همپتون، باشگاه فوتبال چسترفیلد، و باشگاه فوتبال ورکسام اشاره کرد.
وی همچنین در تیم‌های ملی فوتبال Wales national under-17 football team، زیر ۲۱ سال ولز، و Wales national semi-professional football team بازی کرده‌است.